# パマキン
パマキン（Pamaquine、別名：Plasmochin、Plasmoquine、Plasmaquine）とはマラリアの治療に使用される8-アミノキノリン製剤の一つである。パマキンはプリマキンに類似している。獣医学領域では、ウシの小型ピロプラズマ症・アナプラズマ症に有効であるが、副作用として貧血や流産が起こることがある。

## 開発の経緯
パマキンはメチレンブルーに続いて1924年に合成された第二の合成抗マラリア薬である。1926年にはトリのマラリア治療への有効性が示され、ヒトへも応用された。
パマキンの大規模臨床試験が1929年に初めて実施され、三日熱マラリアの再燃防止効果があることが示された。それ以前は、三日熱マラリアは症状が再発することは知られていたが予防する手段がなかった。

## 副作用
プリマキン同様、パマキンはG6PD欠損症患者で溶血性貧血を引き起こす。従って、パマキン服用前にG6PD欠損症の有無を確認しなければならない。

## 効能・効果
パマキンは再発性マラリア (三日熱マラリア（P. vivax ）と卵形マラリア（P. ovale ））のヒプノゾイトに有効である。さらにプリマキンとは異なり、4種のヒトマラリアの全てで赤血球ステージに有効である。ある小規模臨床試験の結果、パマキンの予防医学的効果は立証されなかった。その一方でプリマキンは予防効果が非常に優れている。
パマキンはプリマキンよりも毒性が高く効果は低いので、現在は使用されず、WHOの推奨リストに掲載されているのはプリマキンのみである。